# Válka je vůl (Vol. 3): Nevydané hity & rarity
Válka je vůl (Vol. 3): Nevydané hity & rarity je kompilační album české rockové skupiny Synkopy 61. Jedná se o třetí a poslední část výběru Válka je vůl, který se zaměřuje tvorbu Synkop v 60. a 70. letech. Tato deska obsahuje nahrané, ale předtím oficiálně nevydané písně z repertoáru skupiny v letech 1966–1979, přičemž živý záznam skladby „Barbara-Ann“ pochází z roku 1995. Album bylo vydáno ve vydavatelství FT Records v roce 1996 s katalogovým číslem FT0019, jeho slavnostní křest proběhl 6. prosince 1996 v Brně.

## Seznam skladeb
| Pořadí         | Název                    | Hudba                | Text              | První uvedení písně na koncertech | Délka |
| -------------- | ------------------------ | -------------------- | ----------------- | --------------------------------- | ----- |
| 1.             | Válka je vůl – Verze 2   | Veselý               | František Jemelka | 1973                              | 2:44  |
| 2.             | Hej pane můj             | Veselý               | František Jemelka | 1966                              | 2:49  |
| 3.             | Když se tě ptám          | Čarvaš               | Čarvaš            | 1966                              | 2:46  |
| 4.             | Zelená louka             | Veselý               | František Jemelka | 1968                              | 3:42  |
| 5.             | Nenechte umíráček znít   | Čarvaš, Leoš Továrek | František Jemelka | 1968                              | 3:42  |
| 6.             | Můj svět byl prázdný dům | Směja                | Hanák             | 1978                              | 4:02  |
| 7.             | Divný sen                | Čajkovskij           | Pavel Cmíral      | 1970                              | 2:06  |
| 8.             | Nenech si lhát           | Polák                | Polák             | 1969                              | 2:53  |
| 9.             | Stálo to za to           | Směja                | František Jemelka | 1968                              | 2:47  |
| 10.            | Píseň dětských snů       | Stills               | Hanák             | 1972                              | 1:51  |
| 11.            | Královna                 | Hensley              | Pavel Cmíral      | 1974                              | 4:51  |
| 12.            | Jsem tu sám              | Daněk                | Pavel Cmíral      | 1976                              | 5:02  |
| 13.            | Touha pradávná           | Jiří Opluštil        | Karel Řičánek     | 1979                              | 3:11  |
| 14.            | Křídla                   | Směja                | Tůma              | 1978                              | 3:23  |
| 15.            | Píseň bolavá             | Veselý               | Pavel Cmíral      | 1975                              | 4:11  |
| 16.            | Kostka ledu              | Lukáš                | Soňa Smetanová    | 1979                              | 3:42  |
| 17.            | Barbara-Ann (live 95)    | Fassert              | Fassert           | 1966                              | 2:10  |
| Celková délka: | Celková délka:           | Celková délka:       | Celková délka:    | Celková délka:                    | 56:08 |